# Княжа Криниця (Уманський район)
Кня́жа Крини́ця — село в Україні, в Монастирищенській міській громаді Уманського району Черкаської області. Розташоване на обох берегах річки Гірський Тікич (притока Тікичу) за 20 км на північний захід від міста Монастирище та 13 км від залізничної станції Монастирище. Населення становило 785 осіб (станом на 2023 р.).

## Населення
Станом на 2014 рік, населення села налічувало 986 осіб.
| 2001   | 2011   | 2012  | 2013  | 2014  |
| ------ | ------ | ----- | ----- | ----- |
| → 1001 | ↗ 1000 | ↘ 990 | → 990 | ↘ 986 |

## Інфраструктура
За 1970—1990 рр. в селі збудовано чи оновлено більшість господарських приміщень: корівники, свинарники, літні табори, кормоцехи, ремонту майстерню, навіси для зберігання техніки, гаражі, зерносклади, комбікормовий та столярний цехи, агрохімцентр, критий тік із зерноочисною машиною, ставково-рибне господарство. З'явилися нові приміщення соціальної сфери: будинок культури, середня школа на 320 учнів, будинки механізатора та тваринника, торговельний та адміністративний центри, котельня, баня тощо. За ці 20 років при допомозі колгоспу, а то й за його кошти здійснено оновлення всього житлового фонду поселення, збудовано 16-квартирний житловий будинок, 54 оселі для спеціалістів та колгоспників, з'явилася вулиця Молодіжна.

## Культура
На базі мистецького етнопростору «Садиба Остапа» створено гончарну майстерню для всіх охочих.

## Релігія
На початку листопада 2014 року парафія Успіння Пресвятої Богородиці села Княжа Криниця перейшла із УПЦ Московського Патріархату під юрисдикцію Української Православної Церкви Київського Патріархату.

## Відомі люди
- Бойченко Василь Юрійович (2001—2024) — капітан збройних сил України, учасник російсько-української війни. Повний лицар ордена Богдана Хмельницького.
- Тарасюк Іван Степанович — Герой Соціалістичної Праці.

## Галерея

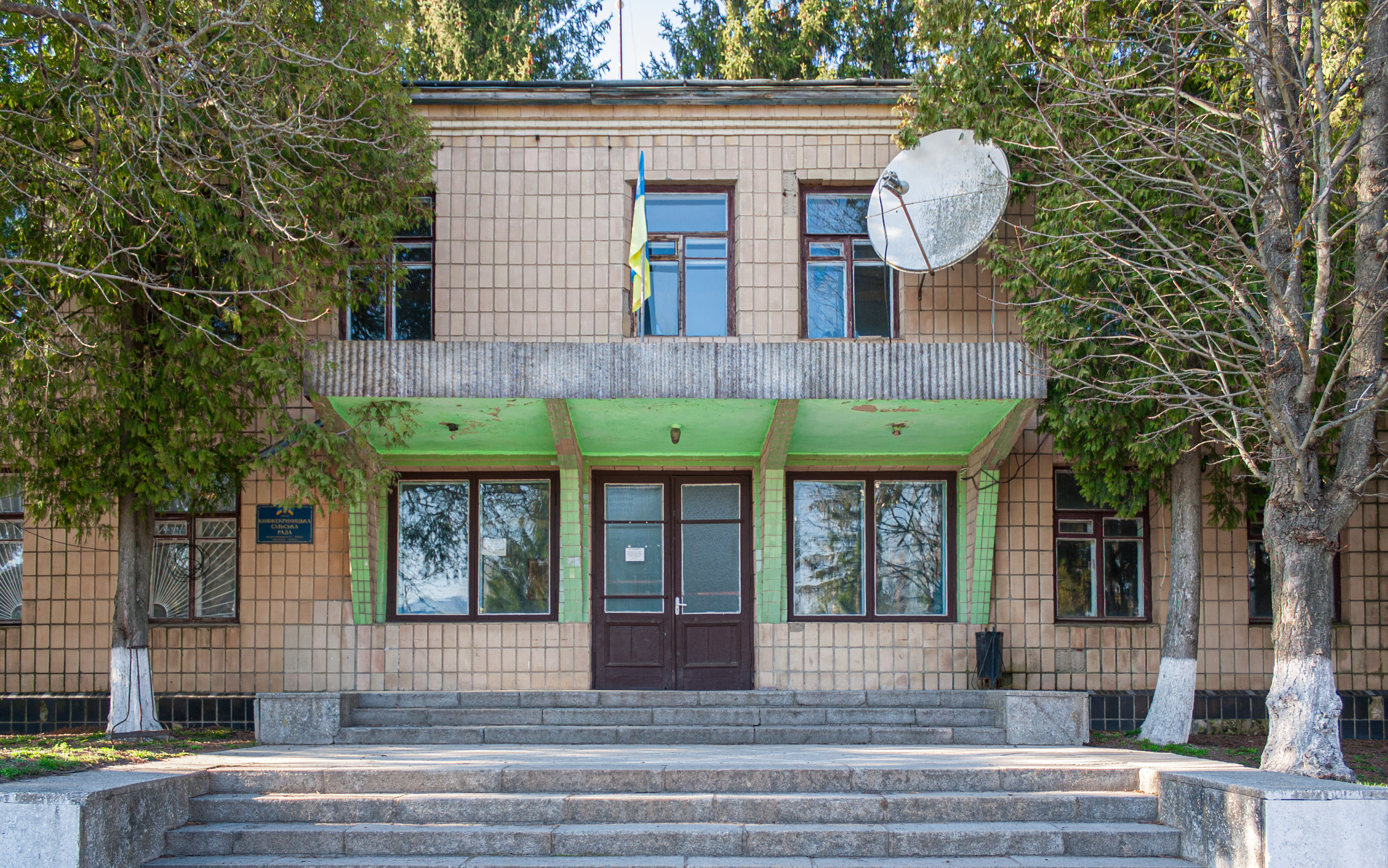
Сільська рада
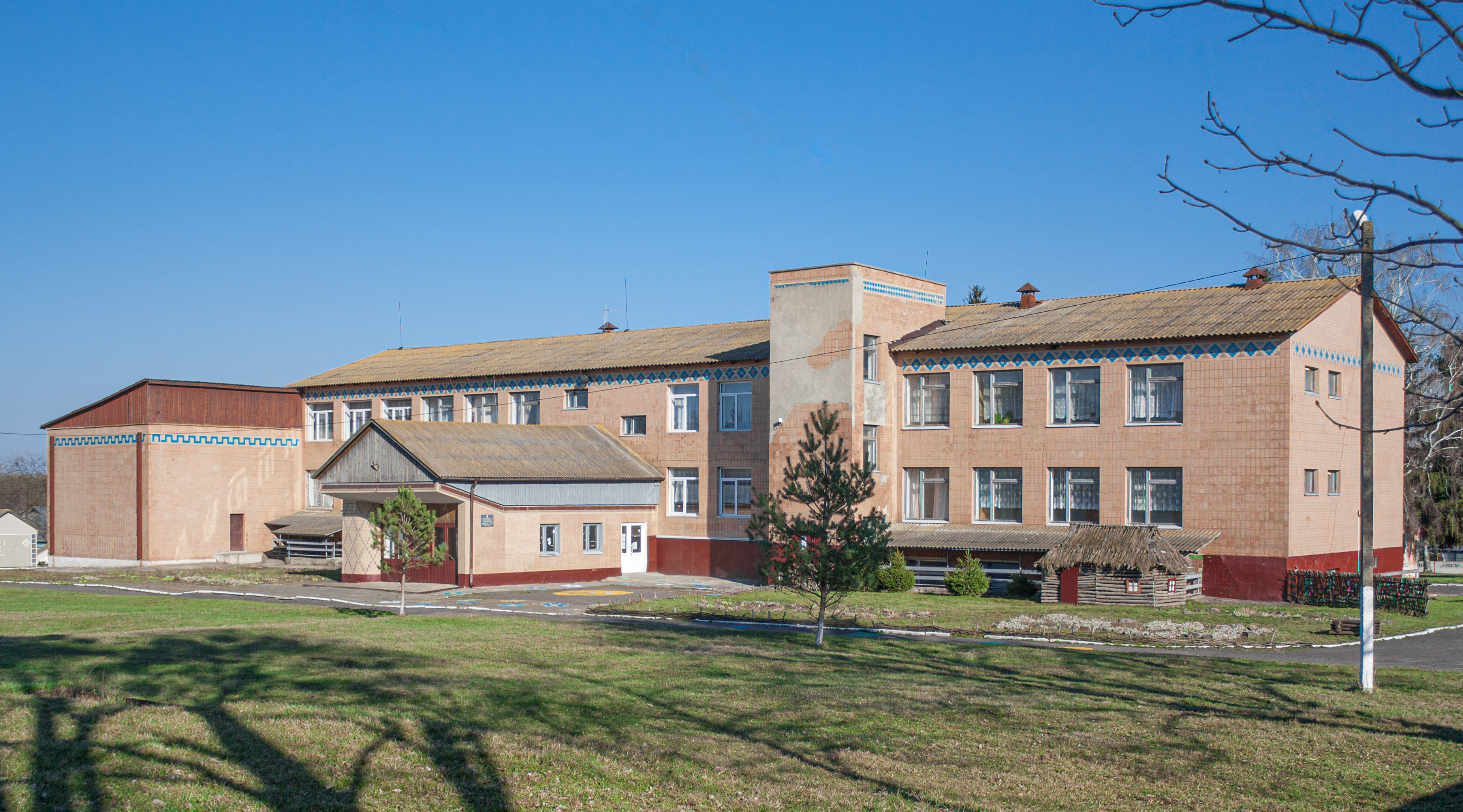
Школа
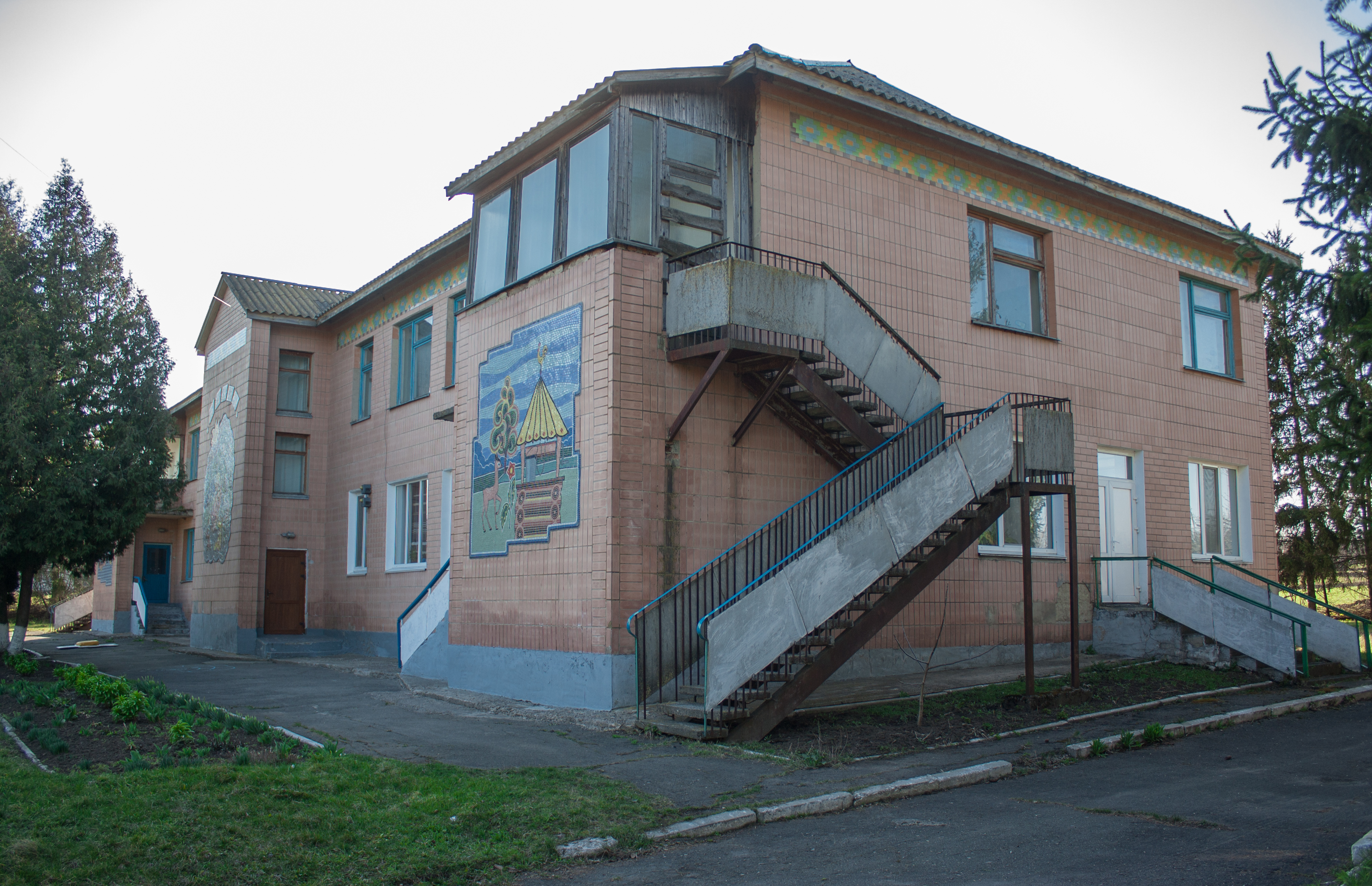
Дитсадок
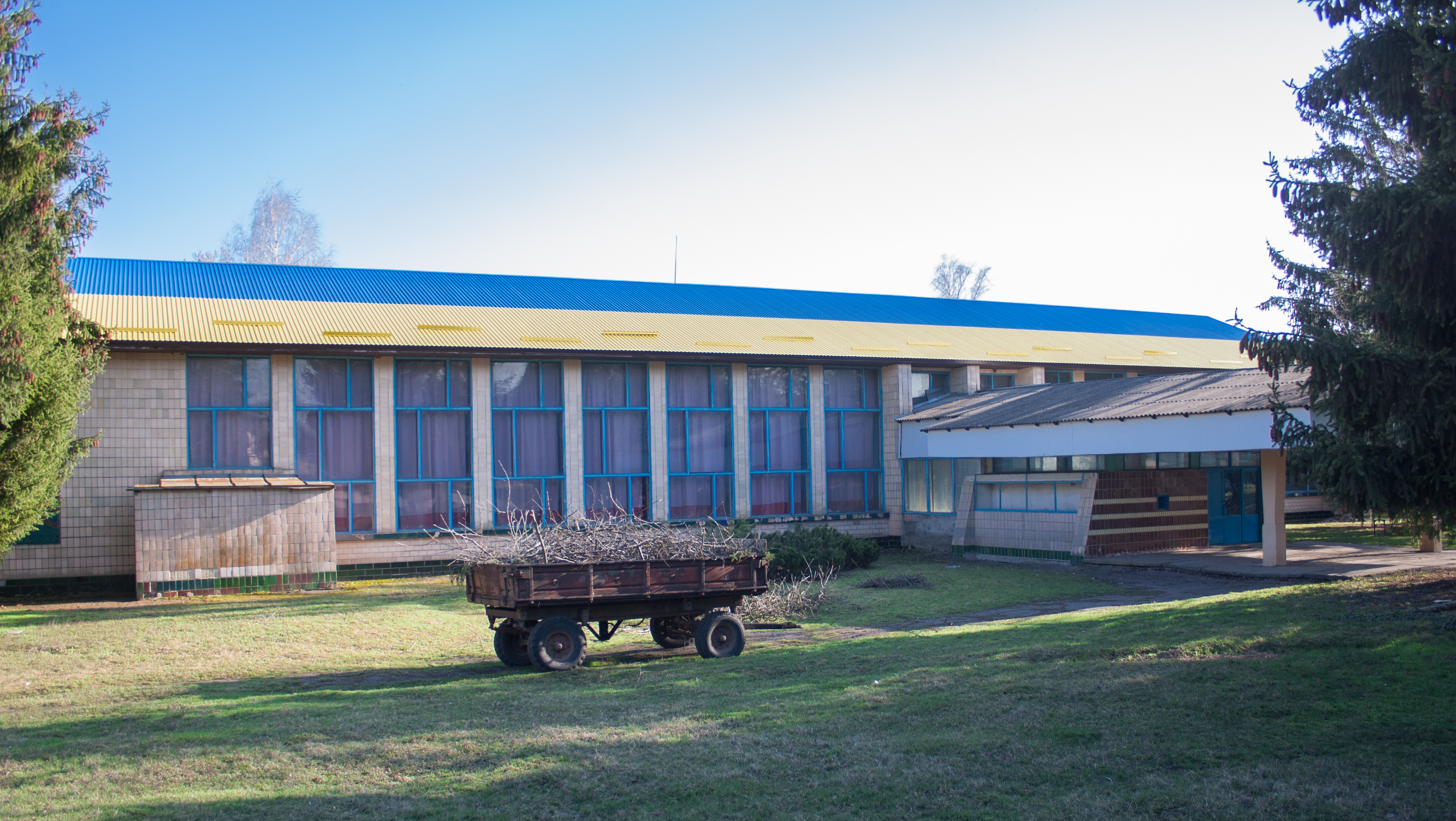
Будинок культури
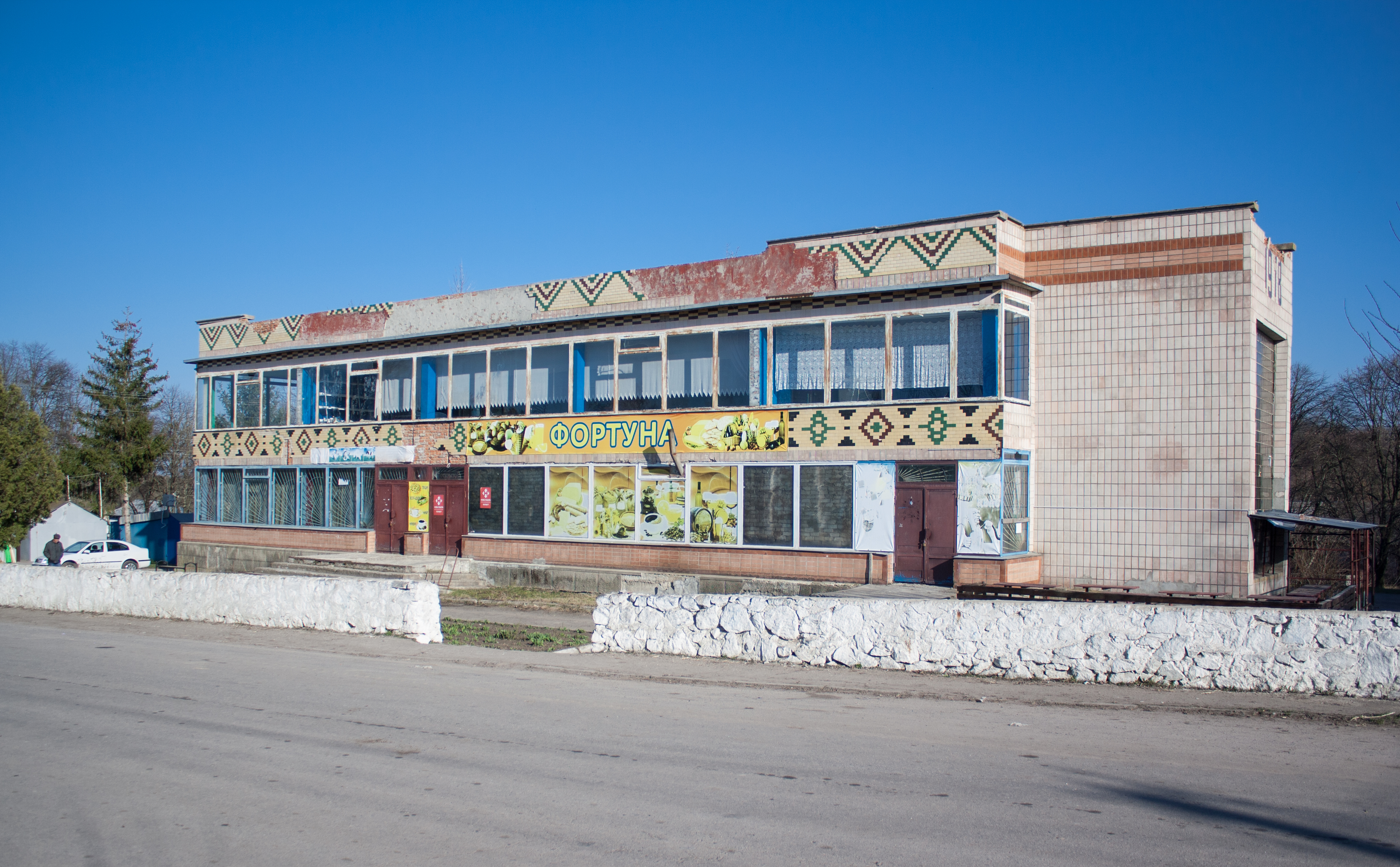
Магазин
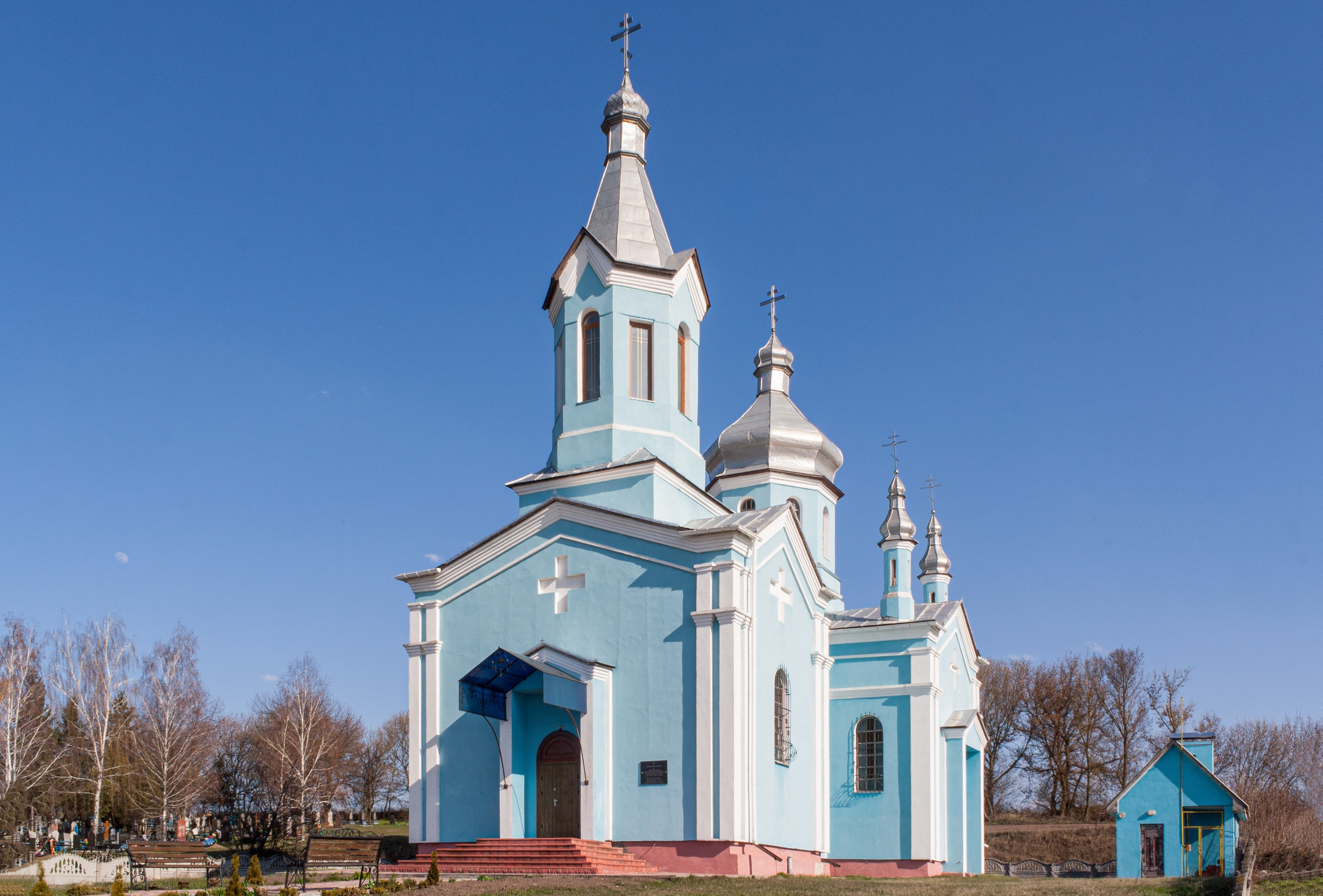
Церква
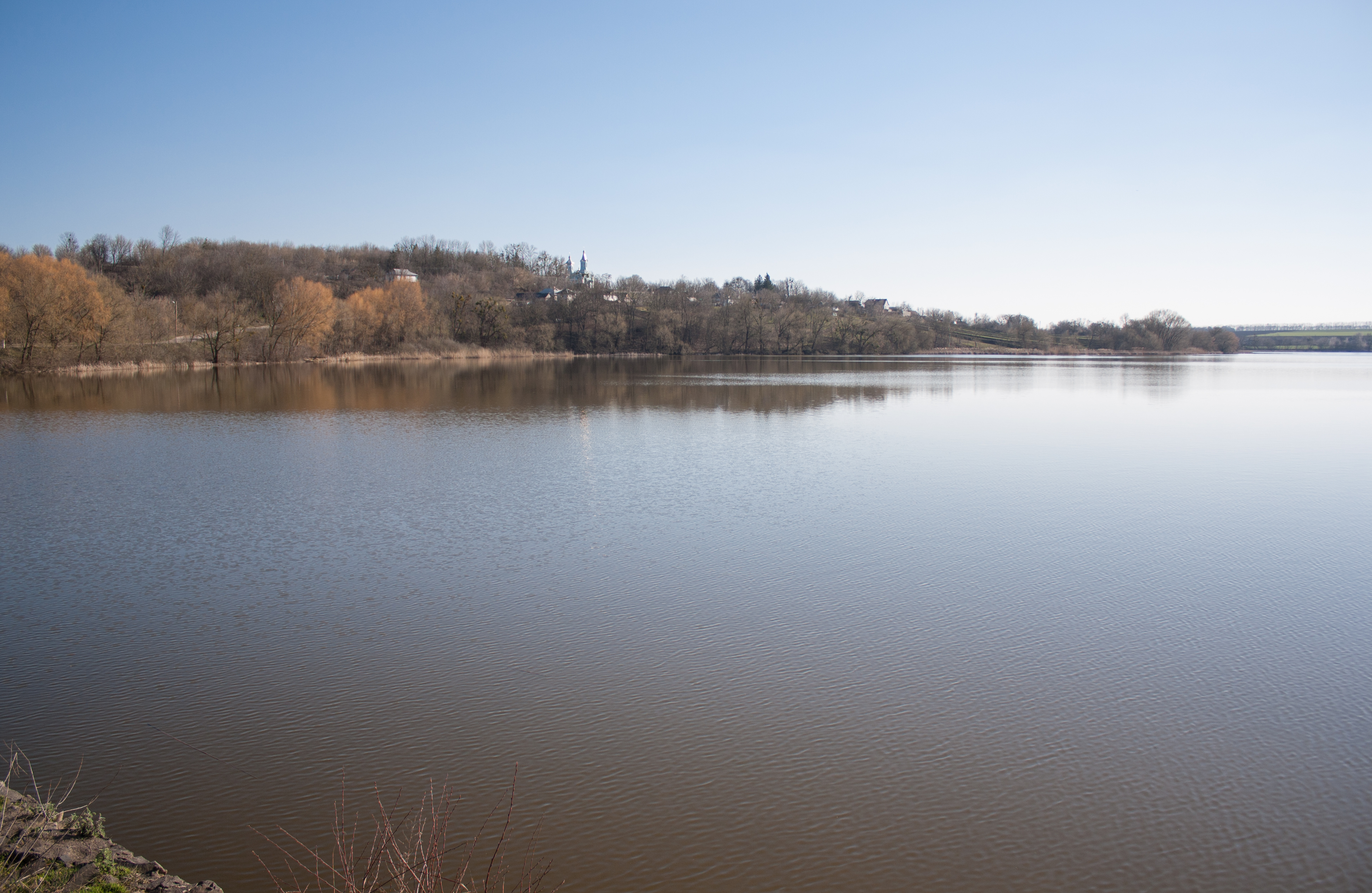
Ставок на річці Гірський Тікич
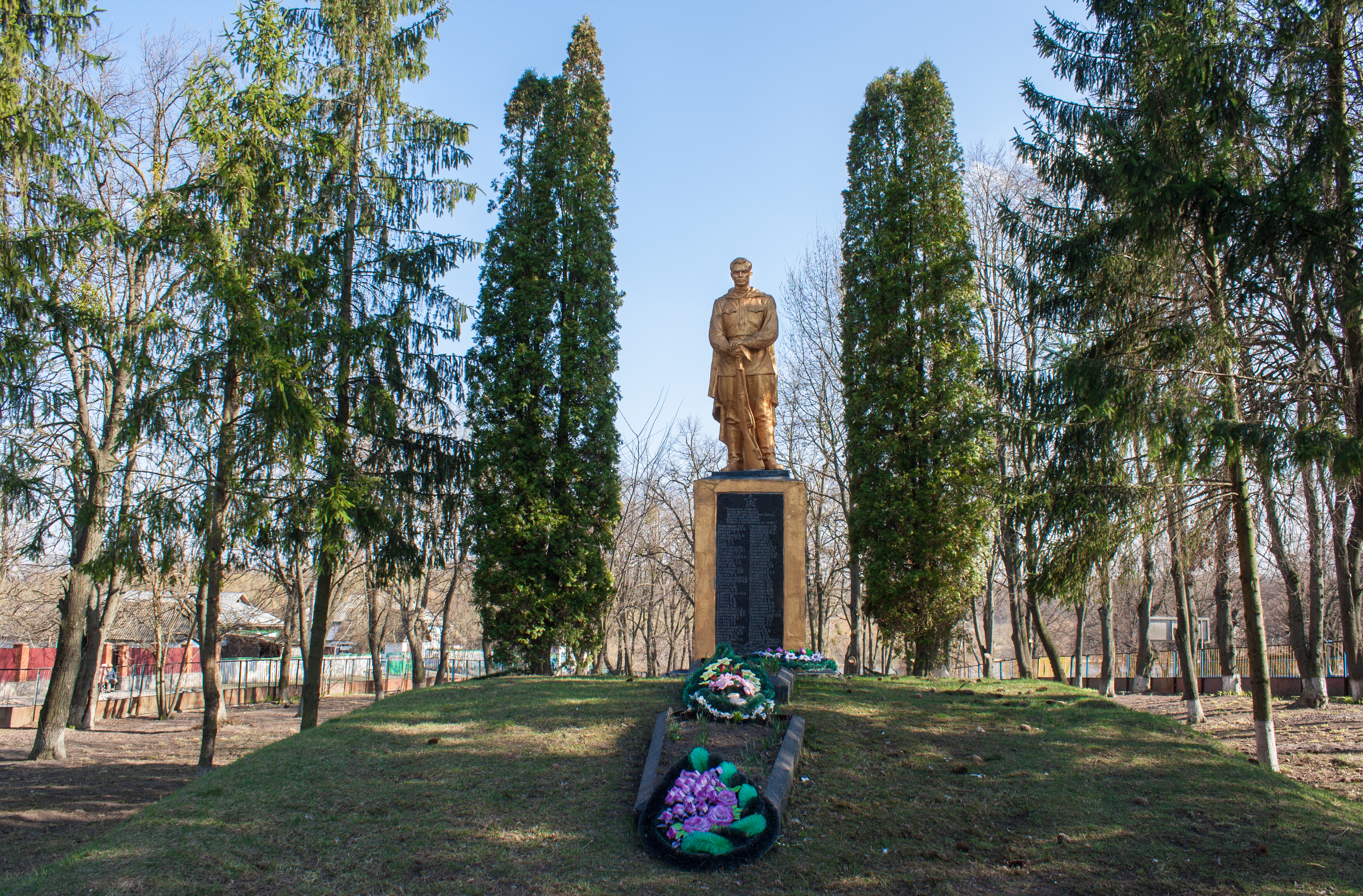
Пам'ятник воїнам-односельцям
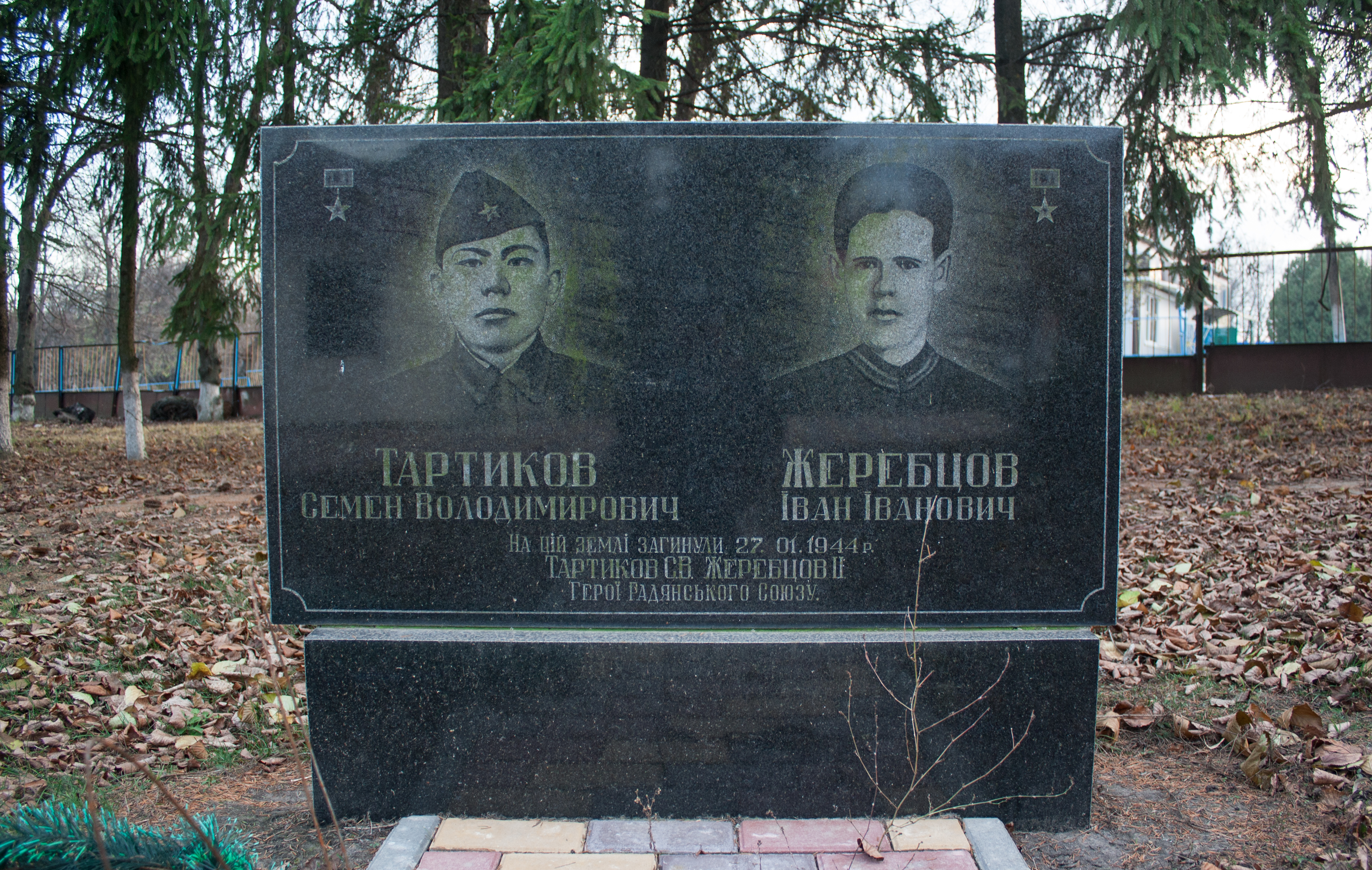
Пам'ятний знак Жеребцову і Тартикову
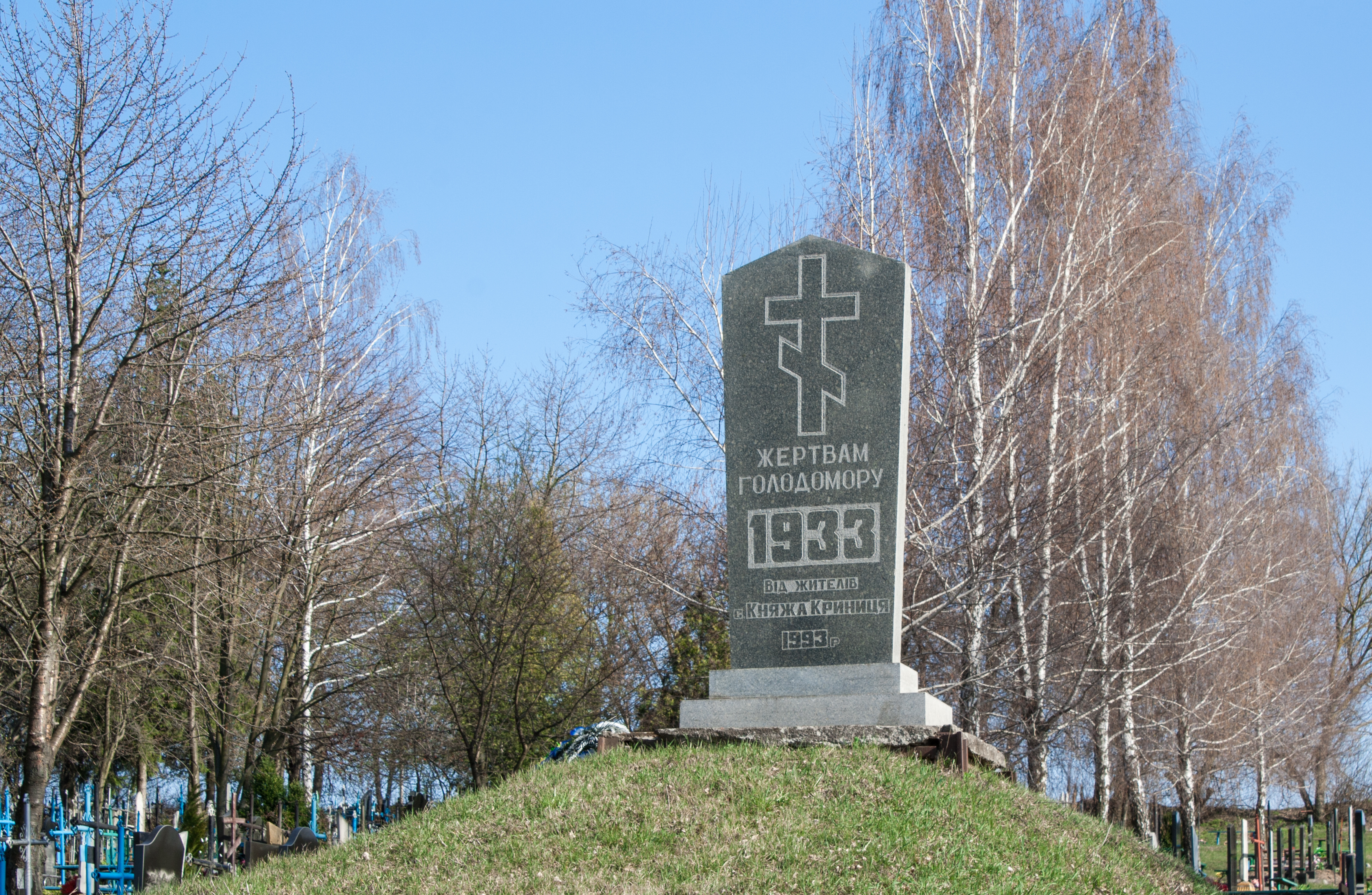
Пам'ятний знак жертвам Голодомору